# Penicillium multicolor
Penicillium multicolor är en svampart som beskrevs av Novobr. . Penicillium multicolor ingår i släktet Penicillium och familjen Trichocomaceae.   Inga underarter finns listade i Catalogue of Life.